# Blommersia grandisonae
Blommersia grandisonae is een kikker uit de familie gouden kikkers (Mantellidae). De soort werd voor het eerst wetenschappelijk beschreven door Jean Marius René Guibé in 1974. De soort behoort tot het geslacht Blommersia.

## Leefgebied
De kikker is endemisch in Madagaskar. De soort komt voor in het oosten van het eiland en leeft in de subtropische bossen van Madagaskar op een hoogte van 200 tot 1000 meter.

## Synoniemen
- Mantidactylus grandisonae Guibé, 1974